# Weingut Graf Adelmann

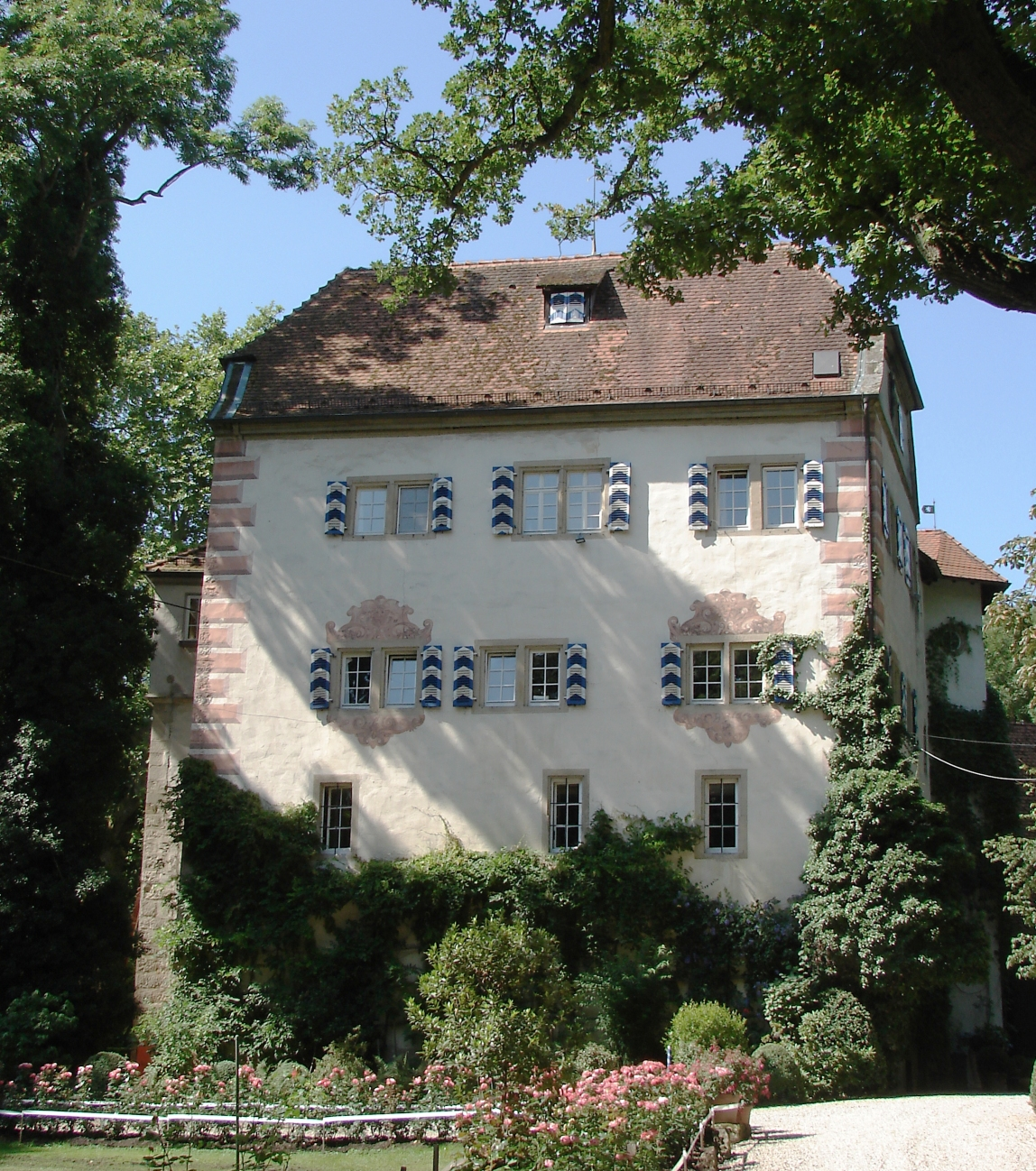
Burg Schaubeck (2008)

Das Weingut Graf Adelmann wird von der Familie Graf Adelmann auf der Burg Schaubeck im baden-württembergischen Kleinbottwar betrieben. Das Weingut produziert auf 29 Hektar 120.000 Flaschen pro Jahr.

## Geschichte
Der herrschaftliche Weinbau in Kleinbottwar lässt sich bis ins Jahr 950 zurückverfolgen, erstmals erwähnt wird der Weinbau auf Burg Schaubeck in einer Urkunde aus dem Jahr 1297. Damals wurde der Wein als „Schaubecker“ an verschiedene europäische Höfe geliefert. 1853 ging das Land und die Burg an Felix Freiherr von Brusselle (1811–1877), der den Weinbau vorantrieb und dessen Name für die heutige Markenbezeichnung Brüssele und Brüssele’r Spitzen Pate stand. Zudem spielt die Markenbezeichnung auf die Brüsseler Spitzen an. Die Weine wurden auf internationalen Ausstellungen und Messen vorgestellt und ausgezeichnet. Seine Tochter Sophie heiratete 1875 Heinrich Adelmann von Adelmannsfelden, der als gelernter Forstwirt das Weingut ausbaute und ab 1893 das Angebot neben der bisherigen Fassware um abgefüllte Riesling-Flaschen erweiterte. 1914 erfolgte die Umbenennung in Weingut Graf Adelmann. Nach dem Tod Heinrichs wurde 1920 dessen Sohn Raban Adelmann von Adelmannsfelden Eigentümer des Guts, dem sein Neffe Raban Adelmann 1935 folgte. Dieser installierte 1945 die erste eigene Abfüllanlage und baute das Weingut gemeinsam mit seiner Frau nach dem Zweiten Weltkrieg weiter aus. 1978 übernahm sein Sohn, der Jurist Michael Graf Adelmann († 2023), in vierter Generation die Leitung des Weingutes. Seit 2012 steht das Weingut unter der Leitung seines Sohnes Felix, eines gelernten Betriebswirts. Das Weingut Graf Adelmann mit etwa 30ha Anbaufläche auf Burg Schaubeck wird seit 2025 durch Felix & Quirin Graf Adelmann gemeinsam unter der Weingut Graf Adelmann GmbH & Co. KG geführt.

## Lage und Sortenspektrum
Das Weingut gehört zum Weinanbaugebiet Württemberg, Großlage Wunnenstein und baut auf einer Gesamtfläche von 29 Hektar Wein an. Über die Hälfte der Flächen sind Steillagen. Zwei Spitzenlagen sind im Alleinbesitz des Weingutes: Kleinbottwarer Oberer Berg und Kleinbottwarer Süßmund. Das Weingut ist Mitglied im Verband Deutscher Prädikatsweingüter (VDP), dem Deutschen Barriqueforum und der Hades-Gruppe.
Das Sortenspektrum der Weingutes umfasst:
- 70 % Rotweine (Trollinger 8 %, Samtrot 7 %, Spätburgunder 12 %, Frühburgunder 1,5 %, Lemberger 17 % sowie seltene alte Sorten wie Muskattrollinger und Blauer Urban)
- 30 % Weißweine (Riesling 16 %, Grauburgunder 5 %, Weissburgunder 5 %, außerdem Muskateller und Traminer)

Die Rotweine werden in klassischer Maischegärung hergestellt und im Holzfass (Barrique) ausgebaut. Der Ertrag im zehnjährigen Mittel ist mit 55 Hektoliter/Hektar erheblich niedriger als der Landesdurchschnitt mit 110 Hektoliter.

## Marken und Kritiken
Die trockenen Gutsweine werden unter dem Markennamen Brüssele vermarktet; die edelsüßen Weine werden als Brüssele’r Spitzen angeboten. Bekannte Weine des Weingutes sind Löwe von Schaubeck und die Rotweincuvée Herbst im Park. Die Weine fanden in der Fachpresse Anerkennung, so bezeichnete z. B. Der Feinschmecker Adelmann als „Qualitätspionier der Region“ und Hugh Johnson sagte „Die Weine sind Originale mit ausgeprägtem Charakter und soviel Delikatesse, daß sie manchmal zaghaft erscheinen […] die Qualität dieser ungewöhnlichen Weine ist sehr hoch.“

## Auszeichnungen
- 2,5 Trauben Gault Millau 2014
- 4,0 Sterne Eichelmann Weinführer 2021
- 3,5 Punkte Feinschmecker Weinführer 2014
- 3 Sterne Wein-Plus 2014
- 2–3 Sterne Johnson Weinführer 2020[9]